# August Möslinger
Karl-August Möslinger (* 14. Juni 1871 in Regensburg; † 20. August 1944 in München) war ein deutscher Generalmajor und paramilitärischer Aktivist. In letzterer Eigenschaft war er ein führendes Mitglied im Frontsoldatenbund Stahlhelm sowie Ehrenrangführer in der SA im Rang eines SA-Gruppenführers.

## Leben und Wirken
Möslinger war der Sohn eines Hauptkassakontrolleurs. Nach dem Besuch eines Humanistischen Gymnasiums trat er zum 10. August 1890 als Fahnenjunker in das 4. Feldartillerie-Regiment „König“ der Bayerischen Armee ein und wurde nach dem Besuch der Kriegsschule am 5. März 1892 zum Leutnant befördert. Ab 1. Oktober 1896 fungierte er als Abteilungsadjutant. Von 1900 bis 1903 absolvierte Möslinger die Kriegsakademie, die ihm die Qualifikation für die Höhere Adjutantur aussprach. Als Oberleutnant wurde er anschließend Adjutant der 1. Feldartillerie-Brigade ernannt und in dieser Stellung am 19. April 1905 zum Hauptmann befördert. Am 27. Mai 1905 wurde Möslinger dann Batteriechef im 1. Feldartillerie-Regiment „Prinzregent Luitpold“, bevor er am 1. September 1909 zur Eisenbahn-Abteilung des Großen Generalstabs nach Berlin kommandiert wurde. Von dort kam Möslinger 1911 zur Zentralstelle des Generalstabs nach München, wurde im Jahr darauf Major und 1913 Linienkommandant in Ludwigshafen am Rhein. 
Zu Beginn des Ersten Weltkriegs kehrte Möslinger in den Truppendienst zurück und wurde Führer der I. Abteilung des 3. Feldartillerie-Regiments „Prinz Leopold“. 1915 wurde er Vorstand und 1916 Kommandeur des Militär-Eisenbahn-Direktion 5 in Charleroi. Im gleichen Jahr ernannte man Möslinger zum Kommandeur der Militär-Eisenbahn-Direktion 9. 1918 wurde er zur Verfügung des Kriegsministeriums gestellt und zur Besatzungsarmee nach Rumänien versetzt.
Nach Kriegsende war Möslinger Linienkommandant in München und wurde 1920 als Oberstleutnant aus dem aktiven Militärdienst verabschiedet.
In der Zeit der Weimarer Republik betätigte Möslinger sich im Frontsoldatenbund Stahlhelm, einer der wichtigsten Organisationen im Lager der paramilitärischen Rechten, in dem er schließlich einer der führenden Männer wurde. Spätestens 1932 wurde er Leiter der Adjutantur des Bundeshauptmanns des Stahlhelms Franz von Stephani. Im Rahmen der Eingliederung des Stahlhelms in die nationalsozialistische SA wurde Möslinger 1934 zum SA-Ehrenführer ernannt. Seinen höchsten Rang erreichte er am 14. Juni 1941 mit der Beförderung zum SA-Gruppenführer. Spätestens seit 1936 war er außerdem als Leiter der Abteilung Transport im Aufmarschstab der SA-Führung unter Rudolf Michaelis tätig.
Im Zweiten Weltkrieg wurde Möslinger als Offizier reaktiviert und zum 19. September 1939 zunächst dem Chef des Transportwesens zur besonderen Verfügung gestellt. Während dieser Zeit wurde er am 16. März 1940 zum Oberstleutnant z.V. befördert (Patent rückdatiert auf den 1. März 1938). Zum 6. Oktober 1940 wurde er dann zur deutschen Heeresmission in Rumänien überwiesen, bevor er am 1. Mai 1941 in die Transportabteilung Südost wechselte. Am 1. Februar 1942 wurde Möslinger zum Kommandeur des Transportbezirks Bukarest ernannt und gleichzeitig zum Oberst z.V. befördert (mit Patent vom 1. März 1941). Vom 15. Juni 1943 bis zum 1. März 1944 amtierte Möslinger schließlich als deutscher Transportbevollmächtigter in Rumänien. Nachdem er am 1. April 1944 noch zum Generalmajor befördert worden war, wurde seine Mobilmachungsverwendung am 31. Mai 1944 aufgehoben.

## Beförderungen
Im Militärdienst:
- 5. März 1892: Leutnant
- 24. Oktober 1900: Oberleutnant
- 19. April 1905: Hauptmann
- 1912: Major
- 1920: Oberstleutnant
- 1. April 1944: Generalmajor

In der SA:
- vor 1936: SA-Oberführer
- nach 1935: SA-Brigadeführer
- 14. Juni 1941: SA-Gruppenführer